# Mamiellaceae
Bathycoccaceae, manja porodica zelenih algi iz reda Mamiellales. Sastoji se od tri roda sa sedam priznatih vrsta

## Rodovi i broj vrsta
1. Mamiella Moestrup 1
2. Mantoniella T.V.Desikachary 4
3. Micromonas Manton & Parke 4